# Raion de Herța
Entités suivantes :
- Ukraine (raion de Hertsa, oblast de Tchernivtsi)

Le raion de Hertsa (en ukrainien : Герцаïвский район) est un raion de la région administrative de Tchernivtsy (Ukraine), à la frontière avec la Roumanie, qui correspond à 90 % à l’arrondissement de Herța (en roumain : Ținutul Herței), jadis partie du județ roumain de Dorohoi.

## Habitants
Sa population était estimée en 2001 à 32 300 personnes, dont 93 % sont roumanophones.

## Histoire
Avant le pacte Hitler-Staline, l’Union soviétique revendiquait à la Roumanie la Bessarabie (moitié orientale de l’ancienne principauté de Moldavie, qui avait déjà été annexée par l’Empire russe entre 1812 et 1917) mais pas la Bucovine (district nord-ouest de la principauté de Moldavie qui avait été annexé par l’empire d’Autriche de 1775 à 1918 et n’avait jamais été russe, mais où de nombreux Ukrainiens venus de Galicie s’étaient établis).
Pourtant, le protocole secret du pacte Hitler-Staline prévoyait aussi l'annexion par l'URSS du nord de la Bucovine.
L’arrondissement de Herța n’appartenait à aucun de ces deux territoires, était resté continuellement moldave puis roumain, et, n’ayant subi aucune colonisation slave, avait une population exclusivement roumaine. Mais il se trouvait à la jointure de la Bessarabie et de la Bucovine du nord, et, bien qu’il ne soit pas mentionné dans le protocole soviéto-roumain de cession des territoires réclamés par Staline, il fut occupé par l’Armée rouge le 28 juin 1940. La garnison roumaine, qui ne s’y attendait pas, riposta et fut anéantie (pour la Roumanie, ce furent les premiers morts de la Seconde Guerre mondiale).
Par la suite, la commission soviéto-roumaine constituée en application du protocole de cession, avalisa l’ajout de Herța au territoire cédé, et, bien que peuplé de Roumains, l’arrondissement fut rattaché à la république socialiste soviétique d’Ukraine. Il a été récupéré par la Roumanie de 1941 à 1944 au cours de l’attaque des forces de l’Axe contre l’Union soviétique sur le front de l’Est, mais l’Armée rouge l’a reconquis en mars 1944.
Toutefois, l’arrondissement de Herța, qui n’avait jamais appartenu à l’Empire Russe, et n’avait jamais été revendiqué par l’URSS, se trouva ainsi dans le même statut litigieux que les îles de Coasta-Dracului, Dalerul mare, Dalerul Mic, Maican (sur le bras frontalier de Chilia, dans le delta du Danube), Limba (à l’embouchure de ce même bras) et Șerpilor (en mer Noire) : ces petits territoires et les eaux territoriales correspondantes. La Roumanie reprocha à l’Ukraine d’avoir posé unilatéralement des bornes frontière jusque devant le port roumain de Sulina, et le fait que les cartels et dépliants explicatifs du site historique de Cetatea Albă à Bilhorod-Dnistrovsky et à Hotin, ne mentionnent pas ou peu leur passé moldave. Un jugement du CIJ, accepté par les deux pays, régla le contentieux le 13 février 2009, reconnaissant l’appartenance des îles à l’Ukraine, mais attribuant à la Roumanie 80 % des eaux territoriales contestées. avaient été annexés par l’URSS de facto, sans avoir été mentionnés par le pacte Hitler-Staline, ni par l’ultimatum soviétique du 26 juin 1940, ni par le traité de paix de Paris, et sans que leur annexion ait été ratifiée par le Soviet suprême soviétique ni par l’Assemblée nationale roumaine. Seuls des protocoles bilatéraux soviéto-roumains entérinaient leur occupation par l’URSS, et tout au long des 45 années de régime communiste, les dirigeants roumains Gheorghe Gheorghiu-Dej et Nicolae Ceaușescu tentèrent d’en obtenir la rétrocession.
Lorsque l’Ukraine proclama son indépendance, elle hérita, en tant qu’état successeur de l’Union Soviétique, de ces territoires en litige, que revendiqua le gouvernement roumain démocratiquement élu d’Emil Constantinescu en 1995. Pour ne pas s’aliéner l'Ukraine et pour éviter des tensions sur la ligne de contact des sphères d’influence de l’OTAN et de la fédération de Russie, la communauté internationale fit alors pression sur la Roumanie pour qu’elle renonce à ses revendications, dans le cadre du processus d’intégration de ce pays dans l’OTAN et dans la sphère d’influence de l’Union européenne. La Roumanie reconnut définitivement de jure sa frontière avec l’Ukraine par le traité roumano-ukrainien du 2 juin 1997 signé à Constanza.
La Roumanie reprocha à l’Ukraine d’avoir posé unilatéralement des bornes frontière jusque devant le port roumain de Sulina, et le fait que les cartels et dépliants explicatifs du site historique de Cetatea Albă à Bilhorod-Dnistrovsky et à Hotin, ne mentionnent pas ou peu leur passé moldave. Un jugement du CIJ, accepté par les deux pays, régla le contentieux le 13 février 2009, reconnaissant l’appartenance des îles à l’Ukraine, mais attribuant à la Roumanie 80 % des eaux territoriales contestées.
Depuis lors, d’autres petits litiges territoriaux entre les deux pays sont apparus à l’embouchure du bras de Chilia (golfe de Musura), mais l’appartenance de l’arrondissement de Herța à l’Ukraine n’est pas remise en question.

## Situation actuelle
Bien que la Roumanie et l’Ukraine aient finalement signé et ratifié en 1997 l’accord sur les frontières (la Roumanie a renoncé à toute revendication sur les territoires perdus) et qu’elles soient signataires des traités et alliances internationaux qui éteignent toute réclamation territoriale, il y a encore en Roumanie, ainsi que dans la population locale (qui a aujourd’hui la citoyenneté ukrainienne) un ressentiment contre la cession de ces territoires, considérés largement comme historiquement roumains et comme ayant été rattachés de façon illégale à l’Union soviétique. De nombreuses organisations des roumanophones d’Ukraine et de Roumanie ont contesté cet accord et ont demandé au gouvernement roumain de dénoncer le traité de 1997.
Actuellement, toutes les communes de l’arrondissement, à l’exception de Mamornița, sont encore à majorité roumaine. Il est à noter qu’à l’époque soviétique, les statistiques et cartes ethnographiques ont compté cette communauté roumanophone, comme celles de Bucovine, en tant que Румынски (« roumaine ») et non en tant que Молдаване (« moldave ») comme celles de Bessarabie et de Podolie, prenant ainsi en compte les années de domination impériale russe sur ces deux dernières régions, censées y avoir créé une « nationalité moldave » distincte de la « nationalité roumaine ».

## Lieux d’intérêt

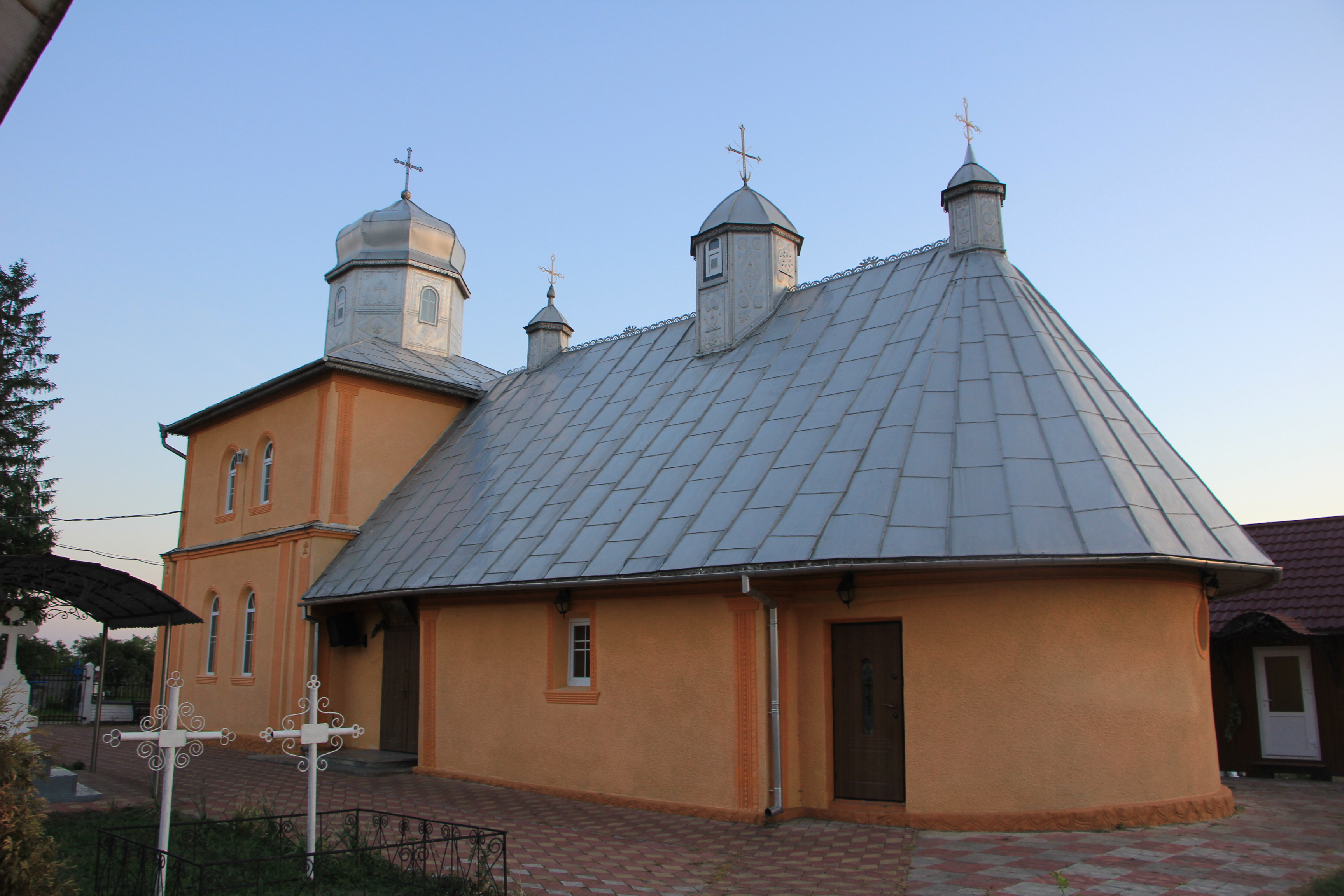
Eglise des archanges à Tchourin, classée[5].
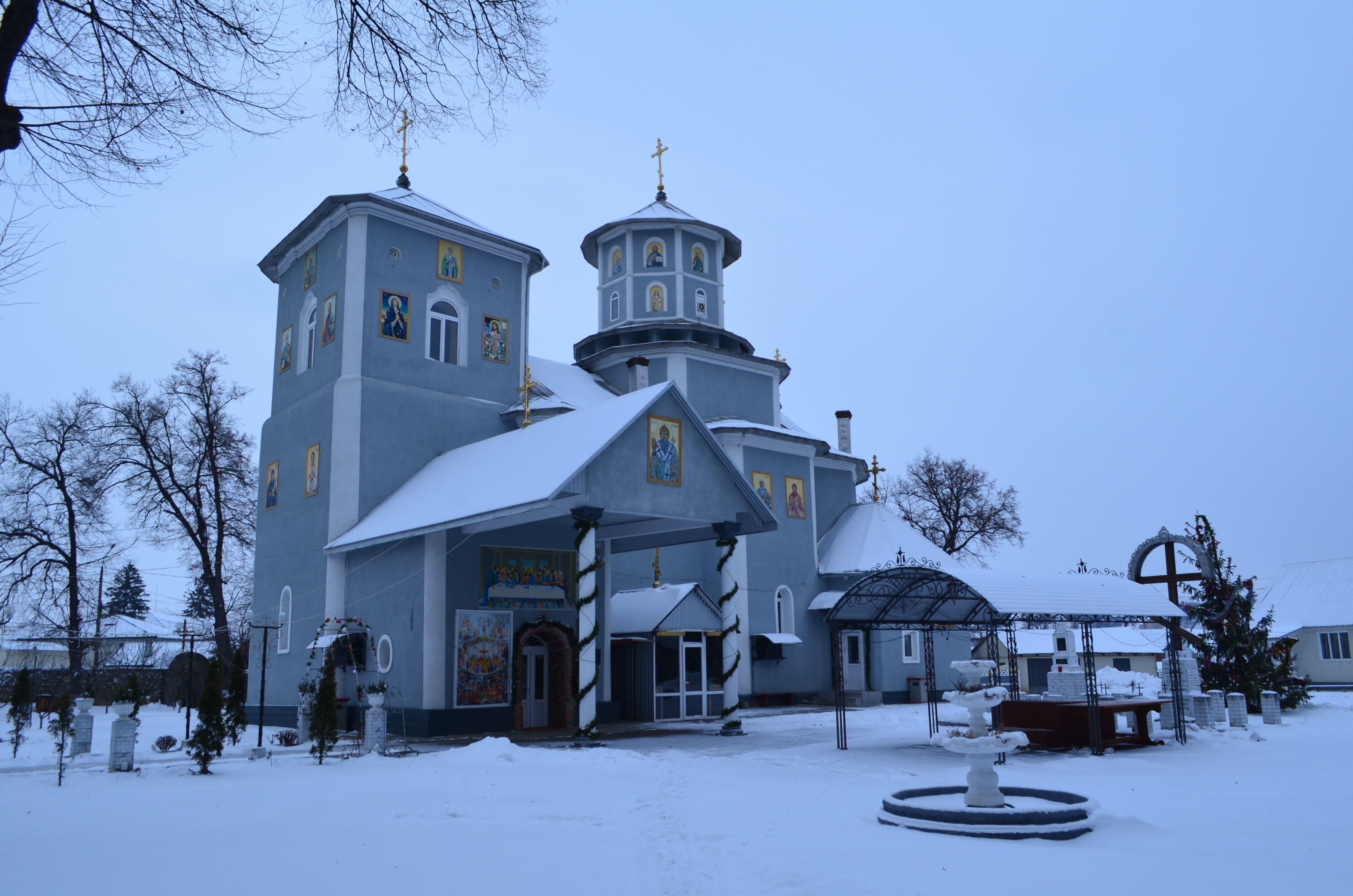
Eglise de Hertcha, classée[6].
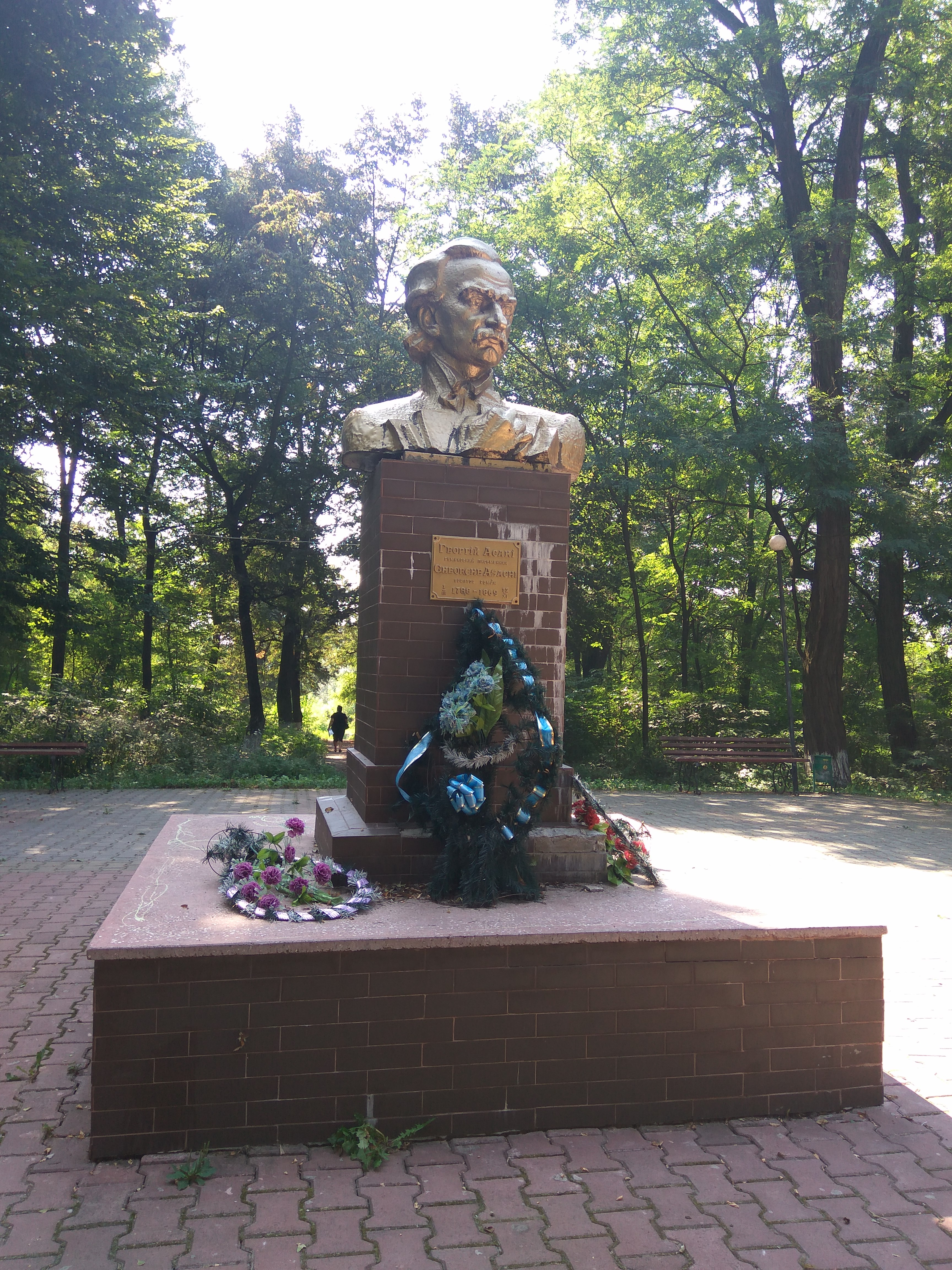
Buste de Pamiatin Assaki, classée[7].
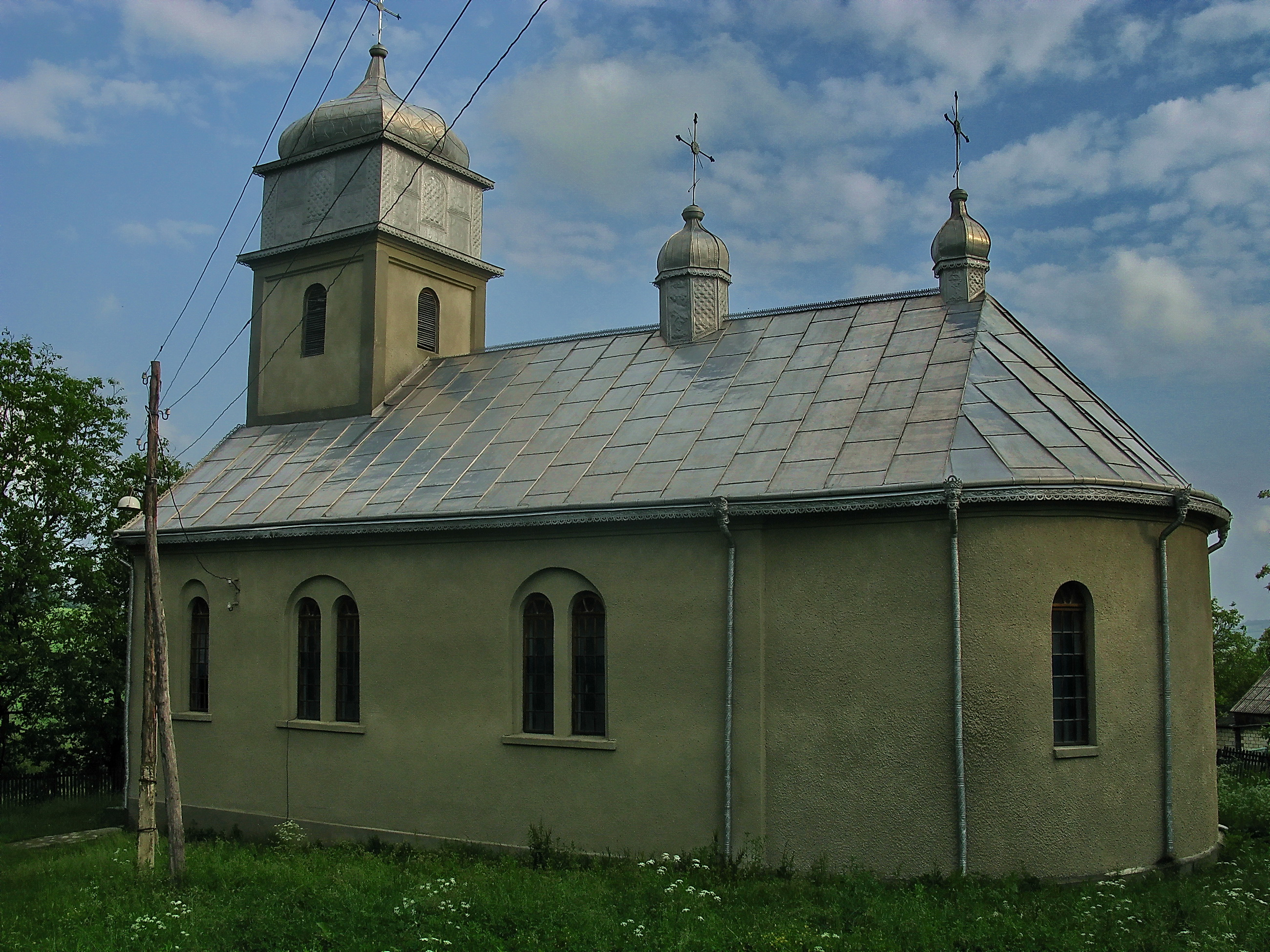
Eglise de l'exaltation de la Croix à Pidvalne, classée[8].